# Дољани (Оточац)
Дољани су насељено мјесто у Лици. Припадају граду Оточцу, Личко-сењска жупанија, Република Хрватска.

## Географија
Дољани су удаљени од Оточца око 10 км сјевероисточно.

## Историја
Дољани су се од распада Југославије до августа 1995. године налазили у Републици Српској Крајини.

## Култура
У Дољанима је сједиште истоимене парохије Српске православне цркве. Парохија Дољани припада Архијерејском намјесништву личком у саставу Епархије Горњокарловачке. У Дољанима се налази храм Српске православне цркве Рођење Пресвете Богородице, саграђен 1799. године, а оштећен у Другом свјетском рату.

## Становништво
Према попису из 1991. године, насеље Дољани је имало 548 становника, међу којима је било 538 Срба, 3 Хрвата, 2 Југословена и 5 осталих. Срби су махом избегли 1995. године, углавном у Србију. До данас мањи број њих се вратио у Дољане. Према попису становништва из 2001. године, насеље Дољани је имало свега 14 становника. Дољани су према попису становништва из 2011. године, имали 95 становника.
| Националност       | 1991. | 1981. | 1971. | 1961. |
| Срби               | 538   | 513   | 648   |       |
| Хрвати             | 3     |       | 5     |       |
| Југословени        | 2     | 51    | 81    |       |
| остали и непознато | 5     | 1     | 1     |       |
| Укупно             | 548   | 565   | 735   | '     |

| Демографија | Демографија | Демографија |
| Година      | Становника  | Становника  |
| ----------- | ----------- | ----------- |
| 1971.       | 735         |             |
| 1981.       | 565         |             |
| 1991.       | 548         |             |
| 2001.       | 14          |             |
| 2011.       |             | 95          |

## Попис 1991.
На попису становништва 1991. године, насељено место Дољани је имало 548 становника, следећег националног састава:
| Попис 1991.‍ | Попис 1991.‍ | Попис 1991.‍ | Попис 1991.‍ | Попис 1991.‍ |
| ----------- | ----------- | ----------- | ----------- | ----------- |
|             |             |             |             |             |
| Срби        | Срби        |             | 538         | 98,17%      |
| Хрвати      | Хрвати      |             | 3           | 0,54%       |
| Југословени | Југословени |             | 2           | 0,36%       |
| непознато   | непознато   |             | 5           | 0,91%       |
| укупно: 548 |             |             |             |             |